# 울름 전투

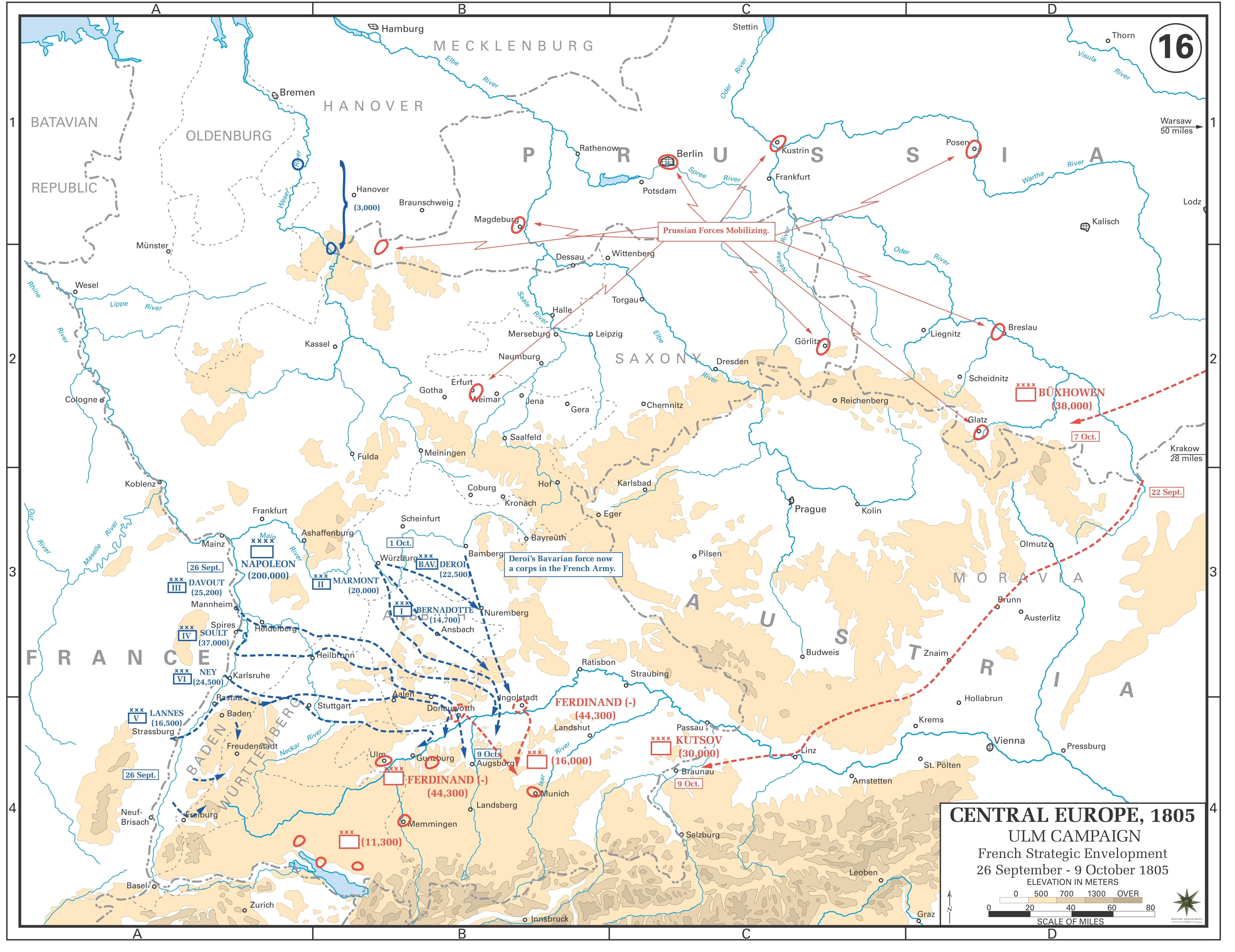
울름 전역 8-9월.

울름 전투(1805년 10월 16일-10월 19일)는 나폴레옹 보나파르트의 울름 전역을 끝낸 절정인 전투로 마크 장군 휘하 오스트리아 전군의 항복을 받아 냈다.

## 배경
1805년 영국, 스웨덴, 오스트리아 제국, 러시아 제국등 유럽국가들은 제3차 대프랑스 동맹을 형성해 프랑스 제국을 전복시키기 위해 일어났었다. 신성로마제국에 속한 나라지만 바이에른군은 프랑스와 합류했고, 오스트리아 제국군은 프랑스와 맞싸우기 위해 강병 72,000명을 마크 장군 휘하로 편성시키었다. 그러나 곧 프랑스군이 매우 빠른 속도로 국경을 넘어 진격하였다. 오스트리아를 지원하려는 반(反)나폴레옹 연합군인 러시아군은 나폴레옹이 오스트리아군을 유린할때도 아직 폴란드에 머물고 있었다. 이렇게 혼잡스러운 상황 전개 이유는 사실 러시아, 오스트리아 두 연합국이 달력이 달랐기 때문에 일어난 일이었다, 오스트리아에서는 1582년 제정된 그레고리우스력을 쓰고 러시아에서는 아직도 기원전 45년에 제정된 율리우스력이 쓰였다. 그러므로 이 두 나라는 날짜가 서로 달랐다.